# Ioan I de Blois
Ioan I de Châtillon (d. 5 mai 1280, Chambord), a fost conte de Blois de la 1241 până la moarte și senior de Avesnes.
Ioan era fiul contelui Ugo I de Blois cu Maria d'Avesnes.
În 1254, el s-a căsătorit cu Alice de Britania (Pontarcy) (d. 1287), fiica ducelui Ioan I de Bretania cu Bianca de Navarra. Cuplul a avut un singur copil, Ioana. În 1256, Ioan a reunit comitatul de Chartres la cel de Blois, ca urmare a decesului verișoarei sale Matilda de Amboise. Înainte de a muri, el a trecut aceste stăpâniri către fiica sa, Ioana.
Ioan și soția sa au întemeiat mai multe instituții religioase, inclusiv mănăstirea de La Guiche.
În 1260, el a conferit parohiei de Chouzy dreptul de a organiza o partidă a unui joc care poate fi considerat precursor al jocului de rugby), un drept care a fost pus în practică vreme de peste cinci secole. Este vorba de un exemplu preluat de alte parohii.
Ioan a fost numit locotenent general al Franței în 1270.